# 東村 (山形県東田川郡)
東村（あずまむら）は、かつて山形県東田川郡にあった村。

## 沿革
- 1889年（明治22年）4月1日 - 町村制施行に伴い東田川郡東岩本村、田麦俣村、大網村、越中山村、中野新田村が合併し、東村が発足。
- 1954年（昭和29年）8月1日 - 東田川郡大泉村、本郷村と合併し、朝日村となり消滅。